# Шабовица
Шабовица е защитена местност в България. Разположена е в землището на Берковица.
Разположена е на площ 6,69 ha. Обявена е на 14 август 2012 г. с цел опазване растителен вид напластена трихоколеа (Trichocolea tomentella) и неговото местообитание.
На територията на защитената местност се забраняват:
- промяна в предназначението и начина на трайно ползване на земята;
- строителство;
- търсене, проучване и добив на подземни богатства;
- внасяне на неместни видове;
- провеждане на горскостопански мероприятия, които водят до намаляване на горския склоп под 0,8;
- промяна в хидроложкия режим на територията.[1]